# Roberto Morassut
Roberto Morassut (Roma, 16 novembre 1963) è un politico italiano, dal 29 aprile 2008 deputato alla Camera per il Partito Democratico.
È stato sottosegretario di Stato al Ministero dell'ambiente e della tutela del territorio e del mare dal 16 settembre 2019 al 13 febbraio 2021 nel governo Conte II.

## Biografia
Nato e cresciuto a Roma, ma originario di Sesto al Reghena (Pordenone) per via paterna, consegue il diploma di maturità al liceo classico statale Augusto nel 1982 e la laurea magistrale in lettere moderne, con indirizzo di storia contemporanea, all'Università degli Studi di Roma "La Sapienza" nel 1987, discutendo la tesi intitolata Amministrazione e politica a Roma dal 1947 al 1952 con Franco De Felice, svolge attività sportiva agonistica nell'atletica leggera, partecipando dal 1980 al 1984 ai campionati regionali del Lazio nella disciplina dei 400 e degli 800 metri piani.
Il 27 luglio 2022 è stato colto da un malore, svenendo nell'aula della Camera durante una discussione accesa e portato in infermeria.

## Carriera politica

### Militanza politica dal PCI al PD
Inizia la sua esperienza politica iscrivendosi nel 1980 alla Federazione Giovanile Comunista Italiana (FGCI), l'organizzazione giovanile del Partito Comunista Italiano (PCI), durante gli anni di frequentazione del liceo.
Fino al 1987 ricopre l'incarico di dirigente della zona della federazione romana del PCI – Appio Tuscolano, come segretario della sezione del PCI del quartiere Alberone.
A marzo 1987 diventa responsabile dell'ufficio di segreteria e dell'ufficio stampa del PCI di Roma, in quel momento diretto da Goffredo Bettini. Dal 1988 al 1995 è membro della segreteria cittadina di Roma del PCI e, con la svolta della Bolognina di Achille Occhetto, del Partito Democratico della Sinistra (PDS).
A marzo 1997 viene eletto segretario della federazione romana del PDS, entrando a far parte della direzione nazionale del partito.
Nel 2007 aderisce allo scioglimento dei DS, sancito dal congresso di quell'anno, e la sua confluenza nel Partito Democratico (PD), divenendo nel 2008 segretario regionale del PD nel Lazio e ricoprendo l'incarico fino al 2009, oltre ad essere membro dell'assemblea nazionale e della direzione nazionale del partito.

### Esperienza amministrativa a Roma
Nel dicembre 1995 viene nominato, dal sindaco di Roma Francesco Rutelli, vicepresidente del Comitato Olimpico per Roma 2004, andando a coordinare le attività di promozione della candidatura per la città.
Alle elezioni amministrative del 1997 si candida al consiglio comunale di Roma, tra le liste del PDS a sostegno del sindaco uscente Francesco Rutelli, venendo eletto consigliere comunale, risultando con oltre 4.000 preferenze il secondo degli eletti dopo il capolista e segretario del PDS Massimo D'Alema.
Nel 1998 aderisce alla svolta di D'Alema dal PDS ai Democratici di Sinistra (DS), divenendo l'anno successivo capogruppo in Consiglio comunale di Roma e coordinatore della maggioranza consiliare capitolina di centro-sinistra.
Alle amministrative del 2001 si ricandida come consigliere comunale di Roma, nelle liste dei DS a sostegno del candidato sindaco del centro-sinistra e segretario dei DS Walter Veltroni, venendo rieletto raccogliendo 5.700 preferenze e risultando il secondo eletto in assoluto dell'Aula Giulio Cesare dopo Gianfranco Fini, capolista di Alleanza Nazionale. Successivamente Veltroni lo nomina assessore all'urbanistica e a Roma Capitale, riconfermandolo poi nella sua seconda giunta nel 2006. Da assessore guida l'approvazione in Consiglio comunale del Nuovo Piano Regolatore Generale di Roma il 12 febbraio 2008. Il Consiglio comunale di Roma non approvava in via definitiva il Piano regolatore della città dal 1909. Ha inoltre coordinato, sotto la guida di Veltroni, la realizzazione di numerosi interventi ed opere pubbliche.
Nel 2005, durante il suo incarico di assessore, viene nominato Commissario Governativo per il Programma di riqualificazione dell'ambito urbano di Viale Giustiniano Imperatore a Roma, unico programma di demolizione e ricostruzione di fabbricati intensivi ad uso civile realizzato fino ad ora in Italia.

### Elezione a deputato
Alle elezioni politiche del 2008 viene candidato alla Camera dei deputati, tra le liste del PD nella circoscrizione Lazio 1 in decima posizione, risultando eletto deputato. Nel corso della XVII legislatura ha fatto parte della 8ª Commissione Ambiente, territorio e lavori pubblici, dove si è occupato principalmente di riforma della legislazione urbanistica e del sistema previdenziale.
Alle elezioni primarie del PD nel 2009 sostiene la mozione di Dario Franceschini, segretario uscente e vicesegretario sotto il predecessore Walter Veltroni, per la quale si candida come segretario regionale nel Lazio; Franceschini arriva secondo con il 34,27% dei voti dietro a Pier Luigi Bersani (53,23%), mentre Morassut viene sconfitto dal candidato, espressione locale della mozione di Bersani, Alessandro Mazzoli.

### Rielezione alla Camera
Nel dicembre 2012 partecipa alle elezioni primarie Parlamentarie del Partito Democratico per scegliere i candidati al Parlamento alle imminenti elezioni politiche, dove ottiene oltre 4.500 preferenze, venendo ricandidato alla Camera, tra le liste del PD nella medesima circoscrizione in dodicesima posizione, venendo rieletto a Montecitorio. Nella XVII legislatura della Repubblica è stato vicepresidente della Commissione parlamentare d'inchiesta sulle condizioni di sicurezza e sullo stato di degrado delle città e delle loro periferie, capogruppo per il PD nella Commissione parlamentare di controllo sull'attività degli enti gestori di forme obbligatorie di previdenza e assistenza sociale, componente della 8ª Commissione Ambiente, territorio e lavori pubblici e della Delegazione italiana presso l'Assemblea parlamentare della NATO (Commissione Scienza e Tecnologia).
È stato nominato ad aprile 2016, nel corso di una sessione seminariale dell'Assemblea riunita a Rabat in Marocco, vicepresidente del GSM (gruppo speciale sul Mediterraneo) dell'Assemblea parlamentare della NATO.

#### Candidatura a sindaco di Roma
Il 1º febbraio 2016, in vista delle elezioni amministrative di quell'anno, Morassut annuncia la sua candidatura alle primarie del centro-sinistra per la scelta del candidato sindaco di Roma, venendo appoggiato in prevalenza dalla "minoranza dem" all'interno del PD, ottenendo il 28,2% dei voti (12.281) e attestandosi in seconda posizione dietro di grande distanza al vincitore Roberto Giachetti, vicepresidente della Camera e rappresentante della corrente renziana del PD, con il 64,1% dei voti (27.968).

### Sottosegretario all'Ambiente e Vice-capogruppo del PD
Alle elezioni politiche del 2018 viene ricandidato alla Camera, tra le liste del PD nel collegio plurinominale Lazio 1 - 03 in seconda posizione, venendo riconfermato deputato. Nel corso della XVII legislatura ha fatto parte della 8ª Commissione Ambiente, territorio e lavori pubblici (2018-2019; 2021-2022) e della 6ª Commissione Finanze (2019-2021) ed è stato vice-capogruppo del gruppo parlamentare del PD alla Camera (2021-2022).
Alle primarie del PD nel 2019 sostiene la mozione di Nicola Zingaretti, presidente della Regione Lazio e candidato con la carriera amministrativa più lunga alle spalle, che risulterà vincente con il 66% dei voti.
In seguito alla nascita del secondo governo presieduto da Giuseppe Conte sostenuto dal PD, Movimento 5 Stelle (M5S) e Liberi e Uguali, il 13 settembre 2019 viene nominato dal Consiglio dei Ministri sottosegretario di Stato al Ministero dell'ambiente e della tutela del territorio e del mare, affiancando il ministro vicino al M5S Sergio Costa e insediandosi il 16 settembre.

### Vicepresidente della Commissione Trasporti
Alle elezioni politiche anticipate del 2022 viene candidato ancora alla Camera nel collegio uninominale Lazio 1 - 04 (Roma - Municipio VII), sostenuto dalla coalizione di centro-sinistra in quota Partito Democratico - Italia Democratica e Progressista (PD-IDP), venendo ancora eletto con il 35,06% dei voti e superando i candidati del centro-destra, in quota Fratelli d'Italia, Maria Teresa Bellucci (34,67%) e del Movimento 5 Stelle Francesca Flatì (14,87%). Nella XIX legislatura è vicepresidente della 9ª Commissione Trasporti, poste e telecomunicazioni, vicepresidente della Commissione parlamentare d'inchiesta sulla scomparsa di Emanuela Orlandi e Mirella Gregori, segretario e delegato d'aula del gruppo parlamentare PD-IDP a Montecitorio.
Alle primarie del PD del 2023 sostiene la mozione di Elly Schlein, deputata del PD ed ex vicepresidente della Regione Emilia-Romagna, che risulterà vincente con il 53,75% dei voti.

## Opere
- MALAROMA. Dal modello Roma al fallimento di Alemanno, Aliberti Editore, Roma, 2012
- ROMA CAPITALE 2.0, la nuova questione romana. Un riformismo civico per la Capitale, Imprimatur, Reggio Emilia, 2014
- IL POZZO DELLE NEBBIE. Il caso Bracci. Un delitto a Primavalle nell'Anno Santo 1950, Ponte Sisto Editore, Roma, 2014.
- ROMA SENZA CAPITALE. La crisi del Campidoglio e il bisogno di una riscossa civica, Ponte Sisto Editore, Roma, 2015
- NUMERO 9. Giuliano Taccola, la punta spezzata. Roma e la Roma negli anni '60, Palombi editore, Roma, 2016
- LE BORGATE E IL DOPOGUERRA. Politica, società, ideologia alle radici della Roma di oggi, Ponte Sisto Editore, Roma, 2018
- DEMOCRATICI. Un movimento per l’Europa contro le diseguaglianze, Ponte Sisto Editore, Roma, 2018
- GIORNI DI PRIMAVERA, Romanzo. Armando Editore, Roma, 2021.
- SONO NATO QUANDO C’ERA LA FIAT, Poesie e Racconti. Ponte Sisto Editore, Roma 2023